# Сопотница (Какањ)
Сопотница је насељено мјесто у Босни и Херцеговини, у општини Какањ, које административно припада Федерацији Босне и Херцеговине. Према попису становништва из 2013. у насељу је живјело 625 становника.

## Становништво
| Националност       | 2013. | 1991.        | 1981.        | 1971.        |
| Муслимани          |       | 673 (93,47%) | 645 (90,71%) | 542 (91,86%) |
| Срби               |       | 47 (6,52%)   | 53 (7,45%)   | 48 (8,13%)   |
| Хрвати             |       |              | 4 (0,56%)    |              |
| Југословени        |       |              |              |              |
| остали и непознато |       |              | 9 (1,26%)    |              |
| Укупно             | 625   | 720          | 711          | 590          |